# Nanumaga
Nanumaga, abans Nanumanga, és una illa del grup nord de Tuvalu situada a 71 km al sud de Nanumea i a 110 km a l'oest de Niutao.

## Geografia
L'illa té una forma ovalada amb tres llacunes interiors. La més gran és Vaiatoa amb quatre illots. La superfície total és de 2,78 km².
La població total era de 589 habitants al cens del 2002. Té dues viles a l'oest de l'illa: Tokelau ('nord') i Tonga ('sud').

## Història
Va ser descoberta, el 1780, per Francisco Mourelle que la va anomenar Isla del Cocal.